# Moa Island
Moa Island, auch Banks Island genannt, ist eine zentral gelegene Insel im Westen des Archipels der Torres-Strait-Inseln.
Von ihrer Nachbarinsel Badu ist sie nur durch eine 3 Kilometer breite Wasserstraße (Banks Channel) getrennt. Höchster Gipfel ist der Banks Peak im Nordosten, mit einer Höhe von 113 Metern.
Verwaltungsmäßig gehören beide Inseln zu den Western Islands, einer Inselregion im Verwaltungsbezirk Torres Shire des australischen Bundesstaats Queensland.
Moa Island ist mit einer Fläche von über 170 km² die zweitgrößte der Torres-Strait-Inseln. Die Insel ragt im Südwesten bis 130 Meter über Meeresniveau, ist spärlich bewachsen, hat aber natürliche Süßwasservorkommen.
Auf der Insel liegen die beiden Orte Kubin an der Südwestküste und St. Pauls an der Ostküste. Sie sind durch eine schmale, gewundene Straße von 18 Kilometern Länge miteinander verbunden. Nahe Kubin befindet sich eine 1000 Meter lange Start- und Landebahn für Kleinflugzeuge.

## Bevölkerung
Die Einwohnerzahl betrug laut dem aktuellsten Census aus dem Jahre 2016 448. Die daraus resultierende Bevölkerungsdichte lag dementsprechend bei 2,6 Einwohnern pro Quadratkilometern. Die Bevölkerung ist auf die beiden Orte St. Pauls und Rubin verteilt, wobei St. Pauls der Hauptort ist. Die Indigenen Bevölkerung (Torres-Strait-Islanders) macht fast 96 % der Gesamtbevölkerung der Insel aus.
| Bevölkerungsentwicklung | Bevölkerungsentwicklung |
| Censusjahr              | Einwohnerzahl           |
| ----------------------- | ----------------------- |
| 2001                    | 334                     |
| 2006                    | 439                     |
| 2011                    | 421                     |
| 2016                    | 448                     |